# Mamadou Koné (1974)
Mamadou Koné (6 marzo 1974) è un ex calciatore burkinabé, di ruolo difensore.

## Palmarès

### Club

#### Competizioni nazionali
- 1ère Division: 1

Étoile Ouagadougou: 2001
- Coppa del Burkina Faso: 2

Étoile Ouagadougou: 2000, 2001